# Greenwood (Wisconsin)
Greenwood es una ciudad ubicada en el condado de Clark en el estado estadounidense de Wisconsin. En el Censo de 2010 tenía una población de 1.026 habitantes y una densidad poblacional de 138,32 personas por km².

## Geografía
Greenwood se encuentra ubicada en las coordenadas 44°45′55″N 90°35′56″O / 44.76528, -90.59889. Según la Oficina del Censo de los Estados Unidos, Greenwood tiene una superficie total de 7.42 km², de la cual 7.2 km² corresponden a tierra firme y (2.93%) 0.22 km² es agua.

## Demografía
Según el censo de 2010, había 1.026 personas residiendo en Greenwood. La densidad de población era de 138,32 hab./km². De los 1.026 habitantes, Greenwood estaba compuesto por el 97.47% blancos, el 0.88% eran afroamericanos, el 0.39% eran amerindios, el 0.1% eran asiáticos, el 0% eran isleños del Pacífico, el 0.68% eran de otras razas y el 0.49% pertenecían a dos o más razas. Del total de la población el 1.46% eran hispanos o latinos de cualquier raza.